# All About It
"All About It" là bài hát của rapper người Mỹ Hoodie Allen hợp tác với Ed Sheeran, nằm trong album đầu tay của Allen mang tên People Keep Talking (2014). Bài hát có mặt trên các dịch vụ tải và nghe nhạc trực tuyến từ ngày 13 tháng 10 năm 2014.

## Xếp hạng
| Bảng xếp hạng (2014-15)                         | Vị trí cao nhất |
| ----------------------------------------------- | --------------- |
| Áo (Ö3 Austria Top 40)                          | 10              |
| Bỉ (Ultratip Flanders)                          | 8               |
| Bỉ (Ultratip Wallonia)                          | 4               |
| Trường songid là BẮT BUỘC CHO BẢNG XẾP HẠNG ĐỨC | 9               |
| New Zealand (Recorded Music NZ)                 | 30              |
| Thụy Sĩ (Schweizer Hitparade)                   | 34              |
| Hoa Kỳ Billboard Hot 100                        | 71              |
| Hoa Kỳ Hot Rap Songs (Billboard)                | 13              |
| Hoa Kỳ Pop Airplay (Billboard)                  | 28              |
| Hoa Kỳ Rhythmic (Billboard)                     | 29              |

## Lịch sử phát hành
| Quốc gia         | Ngày               | Định dạng       | Hãng đĩa         |
| ---------------- | ------------------ | --------------- | ---------------- |
| Áo, Đức, Thụy Sĩ | 6 tháng 3 năm 2015 | Tải kỹ thuật số | Hoodie Allen LLC |